# Jan Larsson (ishockeyspelare)
Jan Larsson, född 4 september 1965 i Långshyttan, är en svensk före detta forward i svensk ishockey.
Jan Larsson blev svensk mästare 1993 och 1999 med Brynäs IF och var en stark bidragande orsak till klubbens framgångar under de säsongerna. Säsongen 1998/1999 vann han poängligan och gjorde flest assist och belönades med Guldhjälmen som Elitseriens mest värdefulla ishockeyspelare, framröstad av spelarna i serien, och blev invald i Elitserien i ishockeys All star-lag. Säsongen 1999/2000 vann han skytteligan.
2008/2009–2018 arbetade Jan Larsson som assisterande tränare i Brynäs IF och var bland annat med när laget blev svenska mästare 2012.
Larsson avslutade sin spelarkarriär den 13 april 2003. Han spelade 742 matcher, gjorde 225 mål och totalt 585 poäng i Elitserien. Han spelade 123 A-landskamper för Tre Kronor och blev världsmästare 1992.
Jan Larsson är son till Ove Larsson, far till Emil Larsson och morbror till Erik Pers, som alla tre spelat ishockey i de högre divisionerna i Sverige.

## Meriter
- VM-guld: 1992 [1]
- VM-silver: 1993 [1]
- VM-brons: 1994, 1999 [1]
- SM-guld: 1993, 1999 [1]

## Klubbar
- Brynäs IF (1983–1993, 1997–2003) [1]
- HC Lugano (1993–1995) [1]
- MODO Hockey (1995–1997) [1]